# Julio Beras
Julio R.Beras – dominikański zapaśnik walczący w obu stylach. Brązowy medalista igrzysk Ameryki Środkowej i Karaibów w 1982 roku.